# Helesfa
Helesfa község Baranya vármegyében, a Szentlőrinci járásban.

## Fekvése
Pécstől mintegy 20 kilométerre nyugatra fekszik, a Bükkösdi-víz völgyében. Szomszédai: észak felől Bükkösd, kelet felől Cserdi, dél felől Csonkamindszent, nyugat felől pedig Dinnyeberki. Nagyon kevés híja van annak, hogy a közigazgatási területe nem határos északon még Ibafa, délnyugat felől pedig Kacsóta területével is.

### Megközelítése
Belterületének keleti részén áthalad a 6601-es út, közúton ezen érhető el a legegyszerűbben Szentlőrinc és Sásd, illetve a 6-os és 66-os főutak felől is. Központján azonban csak a 66 109-es számú mellékút vezet végig, amely a 6601-estől Dinnyeberkiig vezet.
Keleti határszélén végighúzódik a Budapest–Pécs-vasútvonal is, amelynek egy megállási pontja van itt (illetve Helesfa határvonalának közvetlen közelében, de már Cserdi területén. Cserdi-Helesfa megállóhely a 6601-es út vasúti keresztezése mellett helyezkedik el, annak északi oldalán.

## Története
A pápai tizedlajstromban Eleusfolua, Heleusfolua. Az 1542. évi adólajstromban: Helesfalva. Gyakran fordul elő köznemesek nevében. A török alatt folyamatosan lakott. A lakosság azóta is magyar. A XIX. sz. közepén (1860?) kezdett a németség betelepedni, és a század végére arányuk 10% fölé nőtt (75), majd csökkent. Temploma 1722-ben épült. 1930: (külterületekkel): 644 magyar, 9 német, 1 horvát. 1970: 530 magyar.

## Közélete

### Polgármesterei
- 1990–1994: Gondos Gyula (független)[3]
- 1994–1998: Gondos Gyula (független)[4]
- 1998–2002: Gondos Gyula (független)[5]
- 2002–2006: Gondos Gyula (független)[6]
- 2006–2010: Gondos Gyula (független)[7]
- 2010–2014: Gondos Gyula (független)[8]
- 2014–2019: Gondos Gyula János (független)[9]
- 2019–2024: Horváth Rudolf (független)[10]
- 2024– : Horváth Rudolf (független)[1]

## Népesség
A település népességének változása:
| Lakosok száma | 516  | 497  | 483  | 488  | 507  | 455  | 440  | 435  |
|               | 2013 | 2014 | 2015 | 2019 | 2021 | 2022 | 2023 | 2024 |

A 2011-es népszámlálás során a lakosok 73,6%-a magyarnak, 5% cigánynak, 1,1% horvátnak, 0,8% németnek, 0,4% románnak mondta magát (26,2% nem nyilatkozott; a kettős identitások miatt a végösszeg nagyobb lehet 100%-nál). A vallási megoszlás a következő volt: római katolikus 37%, református 3,6%, evangélikus 0,4%, felekezeten kívüli 19,2% (39,1% nem nyilatkozott).
2022-ben a lakosság 91,9%-a vallotta magát magyarnak, 2,4% cigánynak, 0,7% németnek, 0,2% szlováknak, 0,2% horvátnak, 0,9% egyéb, nem hazai nemzetiségűnek (7,3% nem nyilatkozott; a kettős identitások miatt a végösszeg nagyobb lehet 100%-nál). Vallásuk szerint 50,1% volt római katolikus, 3,3% református, 0,7% egyéb katolikus, 9% felekezeten kívüli (36,9% nem válaszolt).

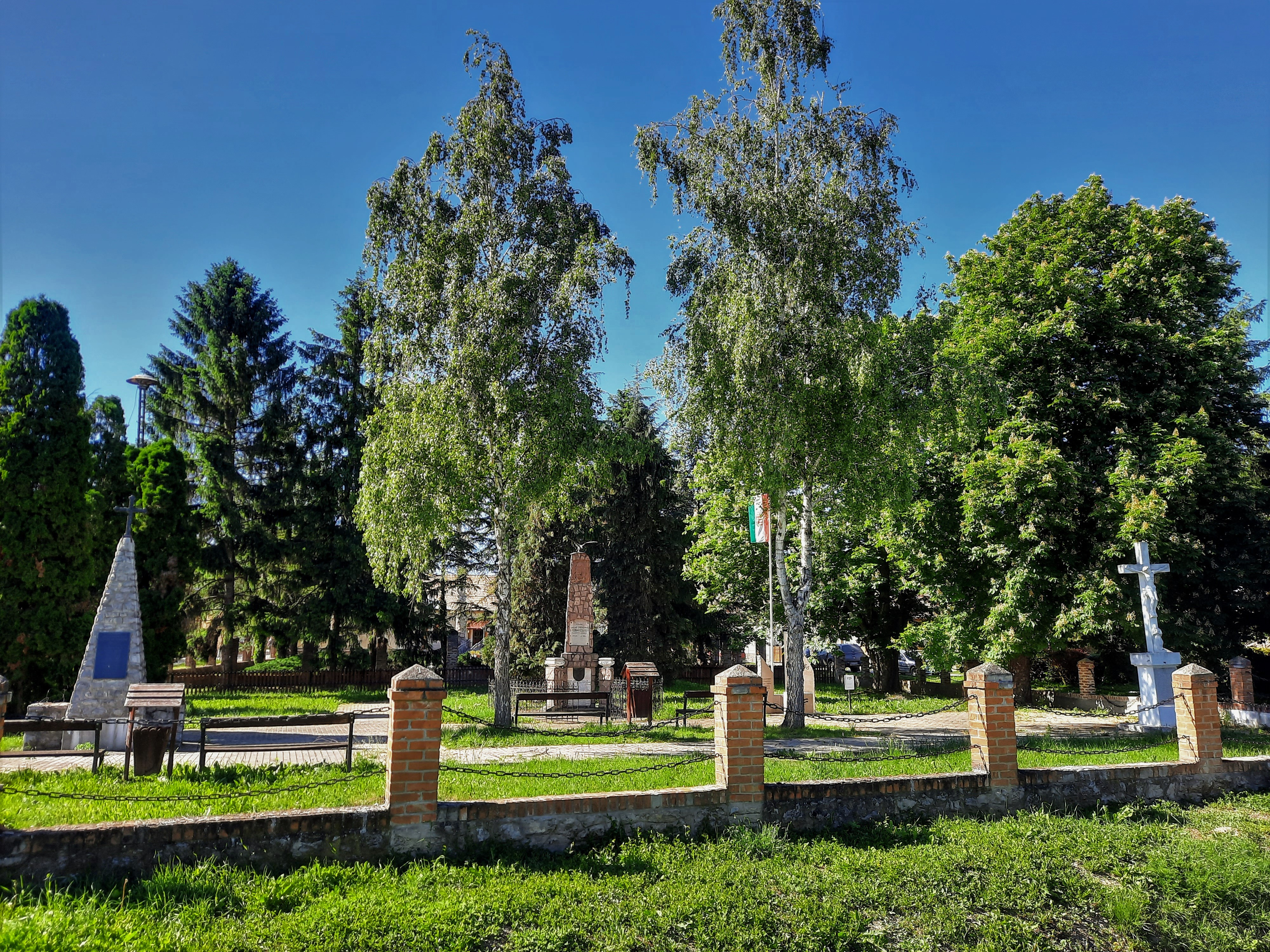
Park a faluban